# Hisdesat
Hisdesat (Hisdesat Servicios Estratégicos, S.A.) es una empresa española operadora de satélites para clientes gubernamentales, tanto civiles como militares. Hisdesat proporciona servicios de comunicaciones por satélite, principalmente en las bandas de alta frecuencia X y Ka, y servicios de observación de la Tierra mediante radar y en óptico. Hisdesat participa en el 44 % de XTAR LLC, una empresa conjunta con Space Systems/Loral (que participa en el 56 % restante). 
| Accionista                     | Participación |
| ------------------------------ | ------------- |
| Hispasat (filial de Indra)     | 43 %          |
| ISDEFE (Ministerio de Defensa) | 30 %          |
| Airbus Defence and Space       | 15 %          |
| Indra Sistemas                 | 7 %           |
| SENER                          | 5 %           |

## Satélites
| Satélite       | Uso                      | Fabricante               | Fecha de lanzamiento            | Fin vida útil | Vehículo de lanzamiento | Órbita / Carga útil / Cobertura                                                                       | Estado        | Notas                                                                   | Referencias                                  |
| -------------- | ------------------------ | ------------------------ | ------------------------------- | ------------- | ----------------------- | --- | ------------- | ----------------------------------------------------------------------- | -------------------------------------------- |
| XTAR-EUR       | Telecomunicaciones       | Space Systems/Loral      | 12 de febrero de 2005           | 2023          | Ariane 5 ECA            | GEO 29º Este / 13 transpondedores en banda X / Europa, Asia                                           | Activo        |                                                                         | [ 1 ]                                        |
| Spainsat       | Telecomunicaciones       | Space Systems/Loral      | 11 de marzo de 2006             | 2024          | Ariane 5 ECA            | GEO 30° Oeste / 13 transpondedores en banda X y 1 transpondedor en banda Ka / América, Europa, África | Activo        | También conocido como XTAR-LANT                                         | [ 2 ]                                        |
| Paz            | Observación de la Tierra | Airbus Defence and Space | 22 de febrero de 2018           | 2025          | Falcon 9 Full Thrust    | Polar / Radar de apertura sintética en banda X y receptor AIS / Tierra entera                         | Activo        | Componente del programa PNOTS                                           | [ 3 ]                                        |
| Ingenio        | Observación de la Tierra | Airbus Defence and Space | 17 de noviembre de 2020         |               | Vega                    | Heliosíncrona / Instrumento óptico / Tierra entera                                                    | Perdido       | También conocido como SeoSat. Componente de los programas PNOTS y MUSIS | [ 4 ] [ 5 ]                                  |
| Spainsat NG I  | Telecomunicaciones       | Airbus Defence and Space | 30 de enero de 2025             | 2040          | Falcon 9                | GEO 29º Este ? / Transpondedores en banda X, Ka y UHF ? / Europa, Asia ?                              | Activo        | Reemplazo de XTAR-EUR Alcanzará su órbita definitiva en seis meses      | [ 6 ] [ 7 ] [ 8 ] [ 9 ] [ 10 ] [ 11 ] [ 12 ] |
| Spainsat NG II | Telecomunicaciones       | Airbus Defence and Space | octubre de 2025 aproximadamente |               | Falcon 9                | GEO 30° Oeste ? / Transpondedores en banda X, Ka y UHF ? / América, Europa, África ?                  | En desarrollo | Reemplazo de Spainsat                                                   | [ 6 ] [ 7 ] [ 8 ] [ 9 ] [ 10 ]               |
| PAZ 2          | Observación de la Tierra |                          | 2027 aproximadamente            |               |                         | | En desarrollo | Reemplazo de PAZ                                                        | [ 14 ]                                       |